# Thuidium substrictulum
Thuidium substrictulum là một loài rêu trong họ Thuidiaceae. Loài này được Dixon mô tả khoa học đầu tiên năm 1934.
Danh pháp khoa học của loài này chưa được làm sáng tỏ. 